# Adrien-Louis Lecocq
Pour les articles homonymes, voir Lecocq.
Adrien-Louis Lecocq, ou Adrien Lecocq, né le 13 mai 1832 à Paris et mort le 11 mars 1887 à Combs-la-Ville, est un peintre français.

## Biographie
Adrien-Louis Lecocq est le fils d'Antoine Lecocq (1798-1866), graveur, et de Caroline Virginie Grimprel.
Élève d'Eugène Tourneux, d'Henri-Jean Lefortier et de l'Académie Albertine de Turin, il expose au Salon de 1866 à 1885.
En 1859, il se marie avec Marie Désiré Filliol (1837-1869). Veuf de sa première épouse, il se remarie en 1878 avec Sidonie Marie Aubry.
Il meurt à son domicile de Combs-la-Ville à l'âge de 54 ans. Il est inhumé le 14 mars 1887 au cimetière du Montparnasse.

## Œuvres exposées aux Salons parisiens
- Rives de la Seine ; effet du matin, au Salon de 1866
- Vue prise au pont de Billancourt, au Salon de 1867
- Vue prise à Buttry, près Pontoise ; effet du matin, au Salon de 1868
- Vue prise aux environs de Lormes (Morbihan), le soir, au Salon de 1868
- Le moulin de Champigny, au Salon de 1869
- Rives de la Marne, à Champigny, au Salon de 1869
- Les rives de l’Yerres, au Salon de 1870
- Pommiers, au Salon de 1870
- Solitude, au Salon de 1872
- Le moulin, près de Vaux (Seine-et-Marne), au Salon de 1877
- Le petit lavoir, à Quincy, au Salon de 1880
- Le moulin du Breuil (Seine-et-Marne), au Salon de 1881
- Le champ dit entre Deux-Murs, près Combs-la-Ville, au Salon de 1882
- Une gravure : Le ruisseau, au Salon de 1885